# Serge Thill
Serge Thill, né le 29 janvier 1969, est un ancien footballeur international luxembourgeois qui jouait au poste d'attaquant. 
Marié à Nathalie Thill (lb), ancienne gardienne de l'équipe nationale luxembourgeoise, ses trois fils Olivier, Vincent et Sébastien sont également footballeurs.

## Biographie

### Carrière en club
Serge Thill commence sa carrière à l'Union Luxembourg. Avec ce club, il dispute un total de 4 matchs en Ligue des champions, contre l'Olympique de Marseille en 1992 puis le FC Porto l'année suivante. À la suite de désaccords avec l'encadrement du club, il arrête le football pendant huit mois.
Il signe ensuite de l'autre côté de la frontière, au sein du RSC Athus. 
Il y joue pendant quatre ans, avant de revenir jouer dans le championnat luxembourgeois au CS Grevenmacher.

### Carrière en sélection nationale
Buteur prolifique en club, Serge Thill n'a pourtant, en 14 sélections en équipe nationale, jamais marqué le moindre but.
Il fait ses débuts en sélection 25 mars 1992 contre la Turquie, associé en attaque avec Robby Langers (défaite 3-2). Un an plus tard, une dispute avec le sélectionneur Paul Philipp lui vaudra d'être écarté de l'équipe. En 1996, il est toutefois rappelé en sélection. 
Il joue son dernier match avec le Luxembourg le 10 octobre 1998, face à la Pologne, en remplaçant Marcel Christophe à la 63e minute de la rencontre (défaite 3-0).

## Palmarès
- Champion du Luxembourg en 1992 avec l'Union Luxembourg  et en 2003 avec le CS Grevenmacher
- Vainqueur de la Coupe du Luxembourg en 1998 et 2003 avec le CS Grevenmacher